# Ästige Sommerwurz
Die Ästige Sommerwurz (Phelipanche ramosa) ist eine Pflanzenart aus der Gattung Phelipanche in der Familie der Sommerwurzgewächse (Orobanchaceae). Phelipanche ramosa war früher als Orobanche ramosa in der Gattung der Sommerwurzen gelistet.

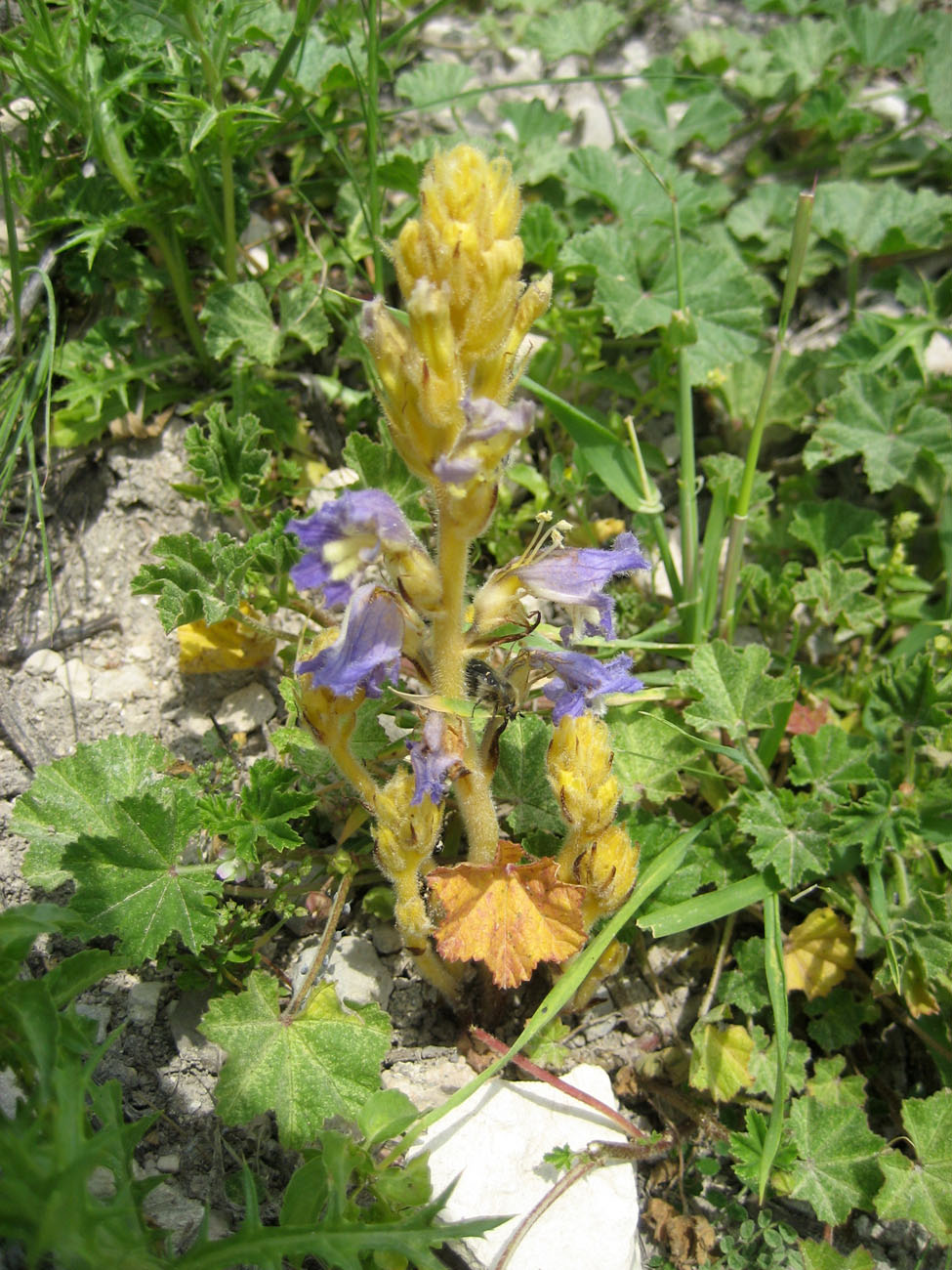
Ästige Sommerwurz (Phelipanche ramosa)

## Beschreibung
Die Ästige Sommerwurz ist eine 3 bis 40 cm hoch werdende, parasitäre Pflanze, die vorwiegend auf Hanf (Cannabis), Tabak (Nicotiana) und Nachtschatten (Solanum) parasitiert. Die Pflanze verzweigt basal, meist unterirdisch.
Die Krone ist an der Basis blassgelb, zum Saum hin hellblau oder violett. Sie ist vierzähnig, kurzglockig geformt und wird 10 bis 12 mm lang. Die Narbe ist weißlich.
Blütezeit ist Juli und August.
Die Chromosomenzahl beträgt 2n = 24.

## Vorkommen
Die Ästige Sommerwurz stammt wahrscheinlich aus Amerika, ist jedoch auch in Europa, Asien und Nordafrika verbreitet. Früher wuchs sie in Deutschland und Österreich in Tabak- und Hanfkulturen und richtete zum Teil große Schäden an. Heute gibt es in Deutschland nur noch wenige Vorkommen, in Österreich ist sie mit Ausnahme Kärntens ausgestorben. Die Ästige Sommerwurz kommt vor allem in Gesellschaften der Polygono-Chenopodietalia-Klasse, der Hackunkrautgesellschaften vor. Nach manchen Autoren ist sie beheimatet in Spanien, Frankreich, Bulgarien, Rumänien, Großbritannien, Deutschland und der Schweiz.

## Systematik
Früher wurden zu Phelipaea ramosa noch Sippen als Unterarten gestellt, die heute meist als eigenständige Arten angesehen werden:
- Orobanche ramosa subsp. mutelii (F. W. Schultz) Cout. => Phelipanche mutelii (F. W. Schultz) Pomel
- Orobanche ramosa subsp. nana (Reut.) Cout. => Phelipanche nana (Reut.) Soják
- Orobanche ramosa subsp. ramosa => Phelipanche ramosa (L.) Pomel s. str.